# SWAT: Global Strike Team
SWAT: Global Strike Team — игра для платформ PlayStation 2 и Xbox, разработанная британской компанией Argonaut Games и вышедшая в 2003 году.

## Геймплей
Игра представлена в футуристическом 2008 году, где задействована международная команда SWAT, получившая название Global Strike Team, для нейтрализации террористов и преступников во всем мире. В ходе однопользовательской кампании игрок контролирует команду офицеров спецназа отряда SWAT «TAC-3», состоящую из трёх человек: командира и главного игрока; неиграбельного компьютерного техника и эксперта по утилизации бомб; и снайпера с универсальной снайперской винтовкой, стреляющей как пулями, так и усыпляющими дротиками. Помимо контроля команды, игроку придётся также брать управление и действовать в одиночку от лица снайпера несколько раз. Игрок может оглушать противников в ближнем бою и при помощи усыпляющего пистолета с транквилизаторами заставлять сдаться в плен, игроку также даётся летальное оружие на выбор: автомат, пистолет-пулемёт или дробовик. В игре есть система поощрений: при прохождении вам будут начисляться очки для улучшения и прокачки смертельного оружия. Решение ранить, убивать и оглушать врагов остается за выбором игрока. Игроки могут использовать несколько различных видов оружия с несколькими открываемыми апгрейдами, а также тактические средства, призванные дать игроку преимущество или побудить подозреваемых сдаться. Как и в других играх серии SWAT, игроки наказываются за стрельбу заложников или подозреваемых, которые не представляют угрозы, и вместо этого делают акцент на безопасном аресте врагов и только при использовании смертельной силы, когда это необходимо.
В дополнение к сюжетной одиночной кампании из 21 миссии, игра также имеет многопользовательский игровой процесс с раздельным экраном для двух или четырех игроков. Она включает в себя совместную кампанию, раскрывая дополнительную сюжетную линию из 10 миссий (где два игрока контролируют офицеров спецназа отряда SWAT «TAC-6») и несколько конкурентных режимов «Deathmatch».

## Сюжет
В 2008 году борьба с международной преступностью и терроризмом вышла на принципиально новый уровень. Вам, командиру подразделения особого назначения, предстоит вступить в неравный бой с преступниками по всему миру. Вам необходимо уметь тщательно планировать операции, принимать решения в нестандартных ситуациях, сражаться как на улице, так и в помещениях, а также в совершенстве владеть всеми видами оружия и оборудованием.

## Оценки
| Сводный рейтинг | Сводный рейтинг | Сводный рейтинг |
| Издание         | Оценка          | Оценка          |
| Издание         | PS2             | Xbox            |
| --------------- | --------------- | --------------- |
| GameRankings    | 71,03 %         | 73,00 %         |

Игра получила смешанные оценки. Сайты GameRankings и Metacritic дали Xbox-версии 73,00 % и 69/100, а для PlayStation 2 71,03 % и 69/100.